# Деонтологія
Деонтоло́гія (від грец. δέον — належне) — вчення про проблеми моралі та моральності, розділ етики. Термін введений філософом-утилітаристом Бентамом для позначення теорії моральності як науки про мораль.
Згодом наука звузилася до характеристики проблем людського обов'язку, розглядаючи обов'язок як внутрішнє переживання примусу (моральна вимога), задається етичними цінностями.
У ще більш вузькому сенсі, деякі словники позначають деонтологію, як науку, що вивчає медичну етику, правила і норми взаємодії лікаря з колегами і пацієнтом, проте це хибне означення. Етика — це «моральні цінності», а деонтологія — це обов'язки

## Види
- Філософська
- Професійна:
  - Медична[2]
  - Фармацевтична
  - Юридична[3][6]
  - Педагогічна
  - Соціальна
  - Психологічна
  - Екологічна[7]

### Медична деонтологія
Головні питання медичної деонтології — це евтаназія, а також неминуча смерть пацієнта. Мета деонтології — збереження моральності й боротьба зі стресовими чинниками в медицині в цілому[джерело?].
Медична деонтологія включає в себе:
1. Питання дотримання лікарської таємниці
2. Заходи відповідальності за життя і здоров'я хворих
3. Проблеми взаємин у медичному товаристві
4. Проблеми взаємин з хворими та їхніми родичами
5. Правила щодо інтимних зв'язків між лікарем і пацієнтом, розроблені Комітетом з етичних і правових питань при Американській медичній асоціації:

- Інтимні контакти між лікарем і пацієнтом, що виникають під час лікування, аморальні;
- Інтимний зв'язок з колишнім пацієнтом може у визначених ситуаціях визнаватися неетичним;
- Питання про інтимні стосунки між лікарем і пацієнтом слід включити в програму навчання всіх медичних працівників;
- Лікарі повинні неодмінно доповідати про порушення лікарської етики своїми колегами.[джерело?]

### Юридична деонтологія
Юридична деонтологія являє собою науку, що вивчає питання моралі і етики в області юриспруденції (вважається[хто?], що норми права збігаються з нормами моралі не на всі 100 %, а тільки приблизно на 80 %)[джерело?].

### Екологічна деонтологія
Принципові суперечності техногенної цивілізації, нерівномірність економічного, технічного, політичного, культурного розвитку людства, а також явний характер глобальної екологічної кризи зумовлює необхідність формування нового світогляду.
Виникає проблема — які зміни вимагатиме світогляд сучасної людини, для відновлена гармонії та як сформувати ці нові стандарти.
Засобом дослідження, формування таких стандартів має стати нова дисципліна, яка, вочевидь, постає на межі знання екологічного та етичного — екологічна деонтологія.